# Eois brunneicosta
Eois brunneicosta là một loài bướm đêm trong họ Geometridae.